# Fo(u)r
《fo(u)r》（就是為你）是日本組合化學超男子於2005年11月16日發行的第四張專輯。

## 解說
- 距離前作《One x One》約1年9個月的新專輯[2]。
- 收錄單曲《Long Long Way》、《一路有你》、《Wings of Words》及《almost in love》。但並未收錄於《One x One》發行的單曲《mirage in blue》與《白色氣息》。（《白色氣息》的完整版本收錄於同年的實驗專輯《Hot Chemistry》中）
- 專輯名稱有第4張專輯（four）以及希望把這張專輯獻給珍愛的人（for）的意思。
- 專輯發售後，於8月9日發行收錄這張專輯所有曲目的混音的專輯《Re:fo(u)rm》。

## 收錄歌曲
1. Here I am
  - 作詞:CHEMISTRY・KB、作曲・編曲：KB and Davix

日本AXN放送劇集「LOST」日本版片尾曲。
2. 一路有你
  - 作詞：秦建日子、作曲：市川淳、編曲：河野伸

第14張單曲。JET日本正播映日劇「87%」主題曲。
3. Two As One / CHEMISTRY × Crystal Kay
  - 作詞：H.U.B.、作曲：松本俊明、編曲：AKIRA

與Crystal Kay合唱的歌曲。CHEMISTRY × Crystal Kay名義的這個版本，為描寫以男性視點角度的單戀，與Crystal Kay × CHEMISTRY名義發售的單曲版本歌詞稍有不同。TOYOTA WiSH廣告歌。
4. nothing
  - 作詞：古内東子、作曲：葛谷葉子、編曲：OCTOPUSSY
5. Wings of Words (Album Mix)
  - 作詞：森雪之丞、作曲：谷口尚久・葛谷葉子、編曲：谷口尚久

第15張單曲。動畫「機動戰士特種命運」第四期片頭曲。
6. 傳說的草原
  - 作詞：麻生哲朗、作曲・編曲：谷口尚久

日本電視台「FIFA TOYOTA杯 CLUB選手權」形象歌曲。
7. 淚水之後 (Album Mix)
  - 作詞：麻生哲朗、作曲：Hamamoto Hiroyuki、編曲：Tosh Masuda

第12張單曲「Long Long Way」的c/w曲。
8. almost in love
  - 作詞：H.U.B.、作曲：大智・小田原友洋、編曲：長岡成貢

第16張單曲。專輯的先行曲。TBS電視台「戀愛HANIKAMI!」 主題曲。
9. Grind For Me
  - 作詞：michico、作曲：T.Kura・MICHICO、編曲：T.Kura

曲名的「Grind」在英語為有「性行為」意思的次方言。
10. Long Long Way
  - 作詞：佐佐木圭一、作曲：SPANOVA、編曲：河野伸

第12張單曲。以與舊友重聚為主題的歌曲。三得利 威士忌「角瓶」2004年廣告曲。
11. believin’
  - 作詞：SOFFet、作曲：山本茂彦、編曲：AKIRA

由組合SOFFet提供的歌曲。
12. Dance With Me / f GAKU-MC
  - 作詞：GAKU-MC・川畑要・堂珍嘉邦、作曲：SPANOVA、編曲：河野伸

與組合EAST END成員GAKU-MC合唱的歌曲。日韓友情年2005活動歌曲
13. for...
  - 作詞：渡邊亞希子、作曲：James Jones・Delious kennedy・Jason Pennock・Kack Kuggell、編曲：安部潤

專輯同名曲。由James Jones提供的歌曲。James Jones的歌曲"Rise"與本曲旋律一樣，歌詞則不同。